# Biomed-Lublin
Biomed-Lublin Wytwórnia Surowic i Szczepionek S.A. (Biomed-Lublin Produktionsstätte für Seren und Impfstoffe) ist ein polnischer Pharmahersteller mit Sitz in Lublin. Das Unternehmen entwickelt medizinische Präparate, Medizinprodukte und Laborreagenzien (die in biochemischen und medizinischen Labors verwendet werden). In diesem Zusammenhang führt es klinische Studien in Zusammenarbeit mit Forschungseinrichtungen und medizinischen Zentren durch.
Biomed-Lublin war bis zum 29. Januar 2025 im polnischen Mittelwerteindex mWIG40 notiert.
Das Unternehmen stellt Produkte wie BCG Tuberkulose-Impfstoffe, Laccid, Biogonadyl, Trombina, Gastrothrombin und Histaglobin her.

## Geschichte
Die Anfänge der Firma Biomed-Lublin reichen bis ins Jahr 1944 zurück. Die komplizierte epidemiologische Situation in Polen während des Zweiten Weltkriegs erzwang schnelles Handeln, um die Ausbreitung von Infektionskrankheiten zu verhindern. Am 4. Dezember 1944 nimmt das Labor für die Herstellung von Impfstoffen gegen Typhus (später Rudolf Weigl Impfstoffproduktionsanlage gegen Typhus am Nationalen Institut für Hygiene in Lublin) seine Tätigkeit auf. Es wurde eine zweite Produktionsstätte gegründet, die Impfstoffe gegen Tollwut, Ruhr, Typhus, unspezifischen Reizimpfstoff nach Delbet, Anti-Epithel- und Anti-Tetanus-Serum herstellte. 1951 wurden die Strukturen beider Werke von denen des Nationalen Instituts für Hygiene getrennt (sie beginnen als Lubliner Serum- und Impfstofffabrik zu fungieren). In den 1950er Jahren geschah eine dynamische Entwicklung der Fabrik, verbunden mit einem deutlichen Anstieg der Beschäftigung, Erweiterung der Produktionsabteilungen und Erweiterung des Sortiments.
Im Jahre 1959 beginnt das Unternehmen mit der Produktion von Polioimpfstoff gegen Poliomyelitis und der Herstellung eines bakteriellen Präparats mit dem Namen Lakcid. 1960 wird “Lubelska Wytwórnia Surowic i Szczepionek” (Lubliner Serum- und Impfstofffabrik) umbenannt in “Wytwórnia Surowic i Szczepionek w Lublinie” (Serum- und Impfstofffabrik in Lublin). Die 1970er und 1980er Jahre gehen einher mit einer kontinuierlichen Modernisierung der Produktionsprozesse, Einführung neuer Technologien, Erweiterung des Sortiments und Modernisierung der Ausrüstung.
Gegen Ende der 1990er Jahre (30. Dezember 1999) erfolgt die Gründung des Unternehmens unter dem Namen Biomed Wytwórnia Surowic i Szczepionek Spółka z ograniczoną odpowiedzialnością in Lublin. Am 13. Dezember 2010 wird das Unternehmen in eine Aktiengesellschaft unter dem Namen „BIOMED-LUBLIN“ Wytwórnia Surowic i Szczepionek S.A. umgewandelt und an der Warschauer Börse notiert. Das Unternehmen ist seit Juli 2011 auf dem NewConnect-Markt notiert. 2012 wurden zwei aus Plasma gewonnene Produkte – Albumin und Blutgerinnungsfaktor VIII – durch das Amt für die Registrierung von Arzneimitteln, Medizinprodukten und Biozidprodukten zertifiziert.
Im Juni 2014 erfolgte der Abschluss einer Vereinbarung mit der Polnischen Agentur für Unternehmensentwicklung über die Kofinanzierung der Technologie zur Herstellung von intravenösem Albumin einer neuen Generation.
Am 11. Juli 2014 erfolgte die Registrierung des dritten von fünf aus Plasma gewonnenen Erzeugnissen – normales Immunglobulin für die Humanmedizin zur intravenösen Verabreichung durch das Amt für Arzneimittel, Medizinprodukte und Biozidprodukte.
Im August 2020 begann Biomed-Lublin mit der Produktion von Anti-SARS-CoV-2-Immunglobulin aus dem Plasma genesener Patienten für den Bedarf klinischer Studien. Am 23. September wurde die erste Produktionsstufe abgeschlossen.